# Rezerwat w Łosiem im. prof. Mieczysława Czai
Rezerwat w Łosiem im. prof. Mieczysława Czai – zlikwidowany leśny rezerwat przyrody w miejscowości Łosie w gminie Łabowa, w powiecie nowosądeckim, w województwie małopolskim.
Zajmował powierzchnię 2,13 ha. Został powołany Zarządzeniem Ministra Leśnictwa i Przemysłu Drzewnego z 12 października 1962 roku (M.P. z 1962 r. nr 85, poz. 401). Nazwany na cześć profesora Mieczysława Czai, który zmarł nagle na jego terenie 30 grudnia 1958 roku. Według aktu powołującego, rezerwat utworzono w celu zachowania ze względów naukowych, dydaktycznych i turystycznych fragmentu dawnej Puszczy Karpackiej regla dolnego w postaci buczyny karpackiej naturalnego pochodzenia. Likwidacja nastąpiła dnia 5 lutego 2011 r. na mocy Zarządzenia 28/10 Regionalnego Dyrektora Ochrony Środowiska w Krakowie z dnia 11 października 2010 r.